# جوزيه غيبس
جوزيه ويلارد غيبس (بالإنجليزية: Josiah Willard Gibbs)‏ (فبراير 11, 1839 – أبريل 28, 1903) فيزيائي وكيميائي ورياضياتي من الولايات المتحدة أسس علم الفيزياء الكيميائية وله فضل كبير في تطور علم الديناميكا الحرارية وفي الرياضيات ابتكر حساب المتجاهات بالتوازي مع أوليفر هيفسايد وطبقها على الفيزياء معتمدا على أفكار هارمن قراسمان فقدمها بقالب أيسر من ذلك الذي قدمه هاملتون.
كان والده أستاذ النصوص المقدسة في جامعة ييل، وكانت عائلته تقطن في بريطانيا ثم هاجرت إلى بوسطن سنة 1658. وفي عام 1854 انخرط في دراسة الرياضيات واللغة الاتينبة في جامعة ييل التي يعمل بها والده.وفي عام 1863 حاز شهادة العالمية في علوم الهندسة من ذات الجامعة. ثم انضم في سلك التعليم في الجماعة حيث درس اللغة الاتينية لسنتين ثم فلسفة الطبيعة في السنة الثالثة.
وفي عام 1866 سافر مع أختيه إلى أوروبا لأجل الدراسة وكان والداهما قد توفيا في تلك الأثناء. فقضى مع أختيه سنة في باريس ثم سنة في برلين ثم سنة هايدلبرغ حيث صادف في جامعتها كل من كيرشوف وهلمهوتز وتعد جامعة هايدلبرغ أقدم جامعة في ألمانيا.وفي عام 1869 قفل راجعا إلى أمريكا وعين استاذا في الفيزياء الرياضياتية في جامعة ييل.وحتى سنة 1873 لم يكن غيبس قد نشر بعد أي ورقة علمية أو حتى بذل مجهودا علميا على الرغم من أنه قد بلغ آنذاك الرابعة والثلاثين من عمره. فنشر ورقة عنونها بـالسبل الرسومية في التحريك الحراري للموائع وأتبعها بأخرى سماها طريقة في التمثيل الهندسي لخصائص التحريك الحراري في المواد بواسطة السطح. أوجد مصطلح السخانة في التحريك الحراري كما حاز تقديرا لجهوده وسام كوبلاي من الجمعية الملكية في لندن امتنانا لجهوده.

## الخلفية العائلية

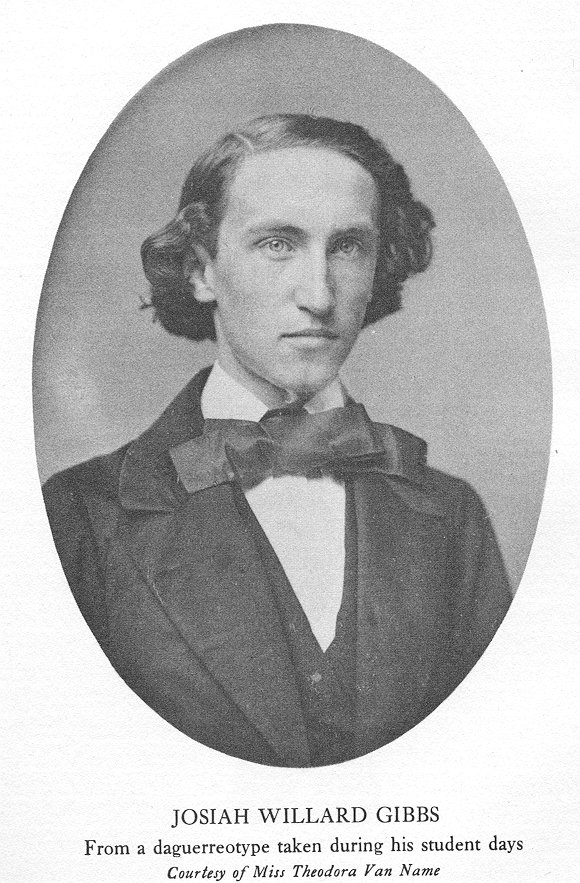
ويلادر غيبس في شبابه

ولد جوزيه غيبس في مدينة نيو هيفن، كونيتيكت. وينتمي إلى أسرة يانكية قديمة والتي قدمت أكاديمين ورجال دين مميزين منذ القرن السابع عشر. وكان الأبن الرابع لخمس أطفال والابن الوحيد لجوزيف ويلارد غيبس وزوجته ماري آنا، وكان من أسلافه من جانب الأب الكولونيل ورجل الدين صاموئيل ويلارد الذي شغل منصب رئيس جامعة هارفارد من عام 1701 إلى عام 1707. ومن جانب الأم، فهو من أحفاد جوناثان ديكنسون الرئيس الأول لكلية نيوجيرسي (جامعة برنستون حاليا). ولقد سمى غيبس على اسم أحد أسلافه وهو جوزيه ويلارد، الذي كان سكرتيرا لمقاطعه خليج ماساشوستس في القرن الثامن عشر.

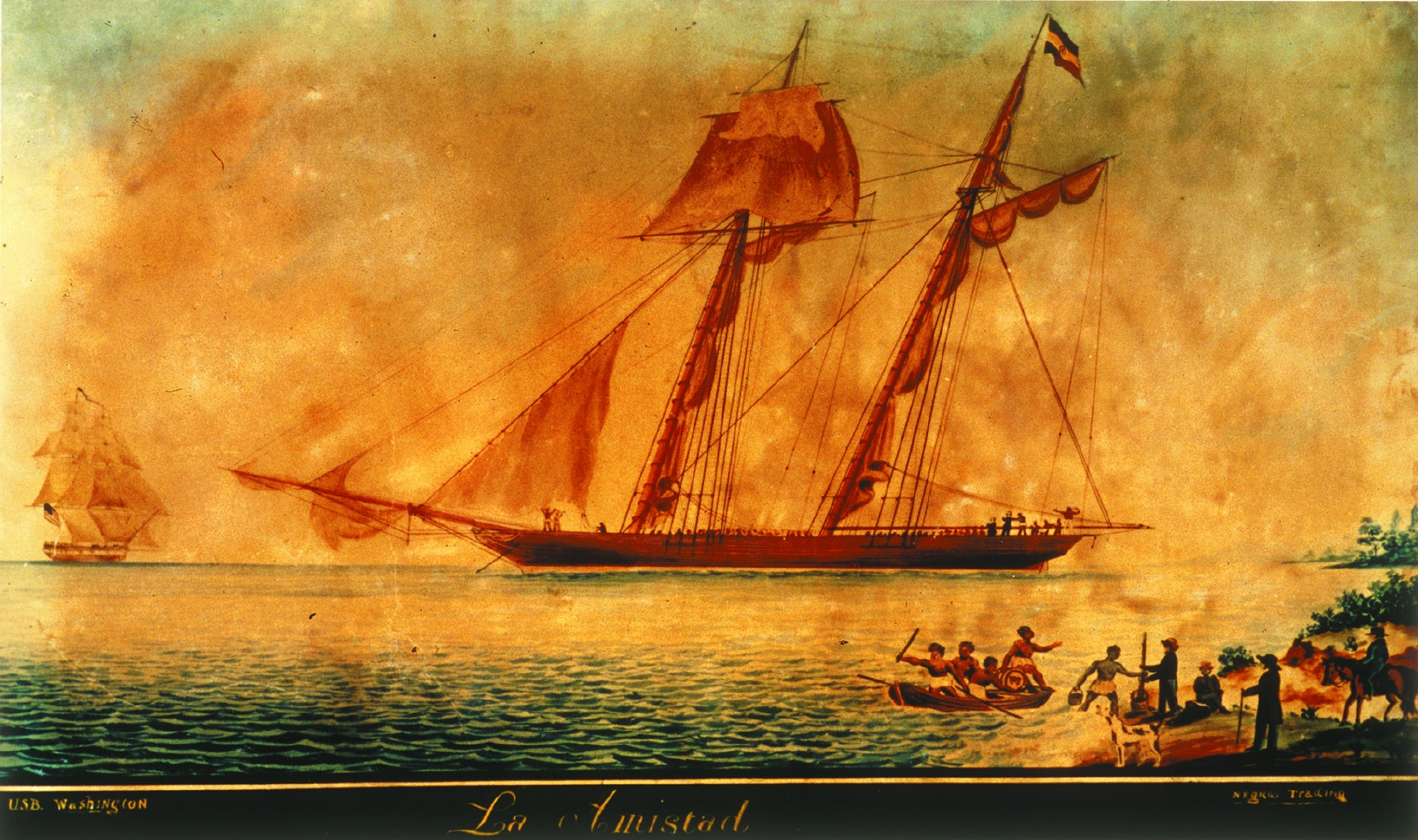
رسم لسفينهلا أميستاد

وبالنسبة لغيبس الأكبر المعروف لدى عائلته وأصدقائه باسم جوزيه، والد ويلارد. فقد كان لغويا ولاهوتي مشهورا، عمل كأستاذ للأدب المقدس في كليه اللاهوت بجامعه يال من عام 1824 وحتى وفاته في عام 1861 . واشتهر بأنه كان عضوا في حركة التحرير من العبودية عندما سمح للمهاجرين الأفارقة على سفينه أميستاد بإدلاء بشهادتهم خلال محاكمتهم والتي تبعت بقيام الثورة على العبودية.

## سنواته الأولى
درس ويلارد غيبس في مدرسة هوبكنس ودخل كلية يال في عام 1854 وعمره 15 عاما فقط. وفي يال تلقى غيبس العديد من الجوائز بسبب مهارته في الرياضيات واللغة اللاتينية، وتخرج في عام 1858 وكان واحدا من الأوائل. وبقي في يال كطالب متخرج في مدرسة شيفيلد العلمية. وفي سن التاسع عشر إلتحق غيبس بأكاديمية كونيكتيكت للفنون والعلوم وهي مؤسسة علمية مكونة أساسا من أعضاء هيئة التدريس جامعة يال.

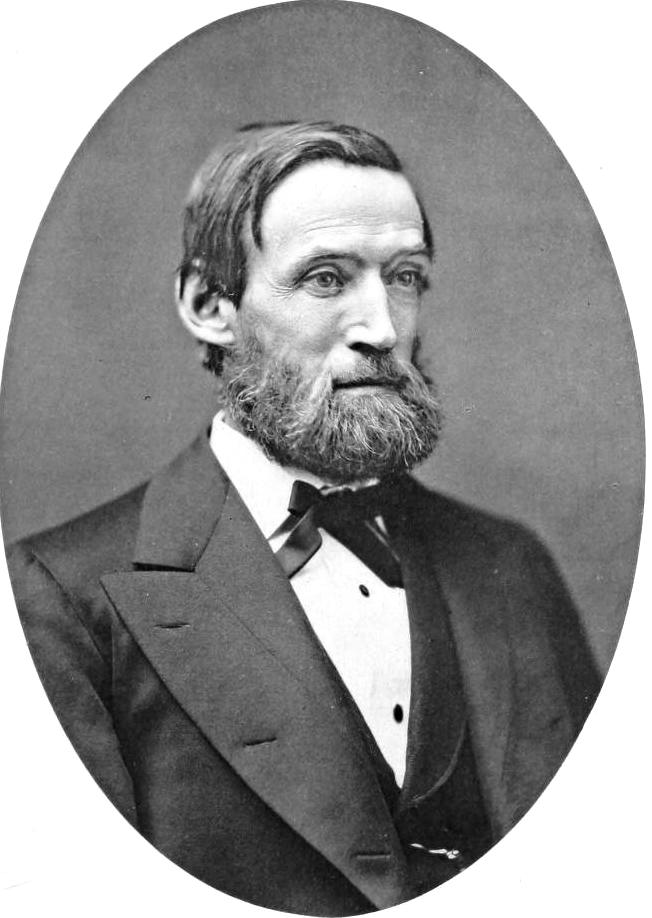
هوبرت أنسون نيوتن والذي كان يعتقد أنه معلم ومرشد غيبس

ولسوء الحظ فإن عدد قليل من الوثائق لم يتلف بفعل الزمن ولذلك فإنه من الصعب تحديد تفاصيل حياه غيبس الأولى بدقة. ويرى كتاب السيرة أن معلم غيبس ومرشده في كلا من جامعه يال وأكاديمية كونيكت كان تقريبا الفلكي والرياضياتي الأمريكي هوبرت أنسون نيوتن المشهور بأبحاثه على الشهب. وقد تكونت بينهما صداقة وطيدة استمرت طوال حياتهما. وفي عام 1861 توفى والد غيبس تاركا له ثروه كافية لتجعله مستقلا ماليا.
كان غيبس يعاني من أمراض رئوية متكررة منذ أن كان صغيرا، وكان الأطباء قلقين من احتماليه أن يكون مصابا بالسل، والذي كان السبب في وفاة والدته. وكان يعاني أيضا من لابؤرية العين والذي كان علاجه غير معروفا في علم أمراض العيون. ولذلك كان على غيبس تشخيص نفسه بأنه يحتاج إلى عدسات لاصقه. وفيما بعد استخدم النظارات فقط في القراءة أو غيرها من الأعمال البسيطه. ويعتقد أن سوء حاله غيبس الصحيه ومرض عينه هو السبب في عدم تطوعه في الحرب الأهلية التي قامت عام 1861 واستمرت حتى عام 1865. فلم يتم تجنيده وبقى في يال أثناء قيام الحرب.

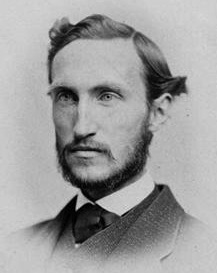
صورة لغيبس عندما كان مرشدا في جامعة يال

في عام 1863، نال غيبس ولأول مره شهادة الدكتوراة في الفلسفة الهندسية، وكانت أول شهادة تمنح في هذا الفرع في الولايات المتحدة. وقد كانت الصفة العملية في رسالته بارزة جدا، وهي تصميم مجموعة من التروس أو المسننات. والتي تستخدم تقنيات هندسية لاكتشاف التصميم الأمثل للتروس. ففي عام 1861 أصبحت جامعة يال بأنها أول جامعة تعرض درجة الدكتوراة الفلسفية وكان غيبس هو خامس شخص يحصل على هذة الشهادة في أنحاء الولايات المتحدة.
عين غيبس بعد التخرج كمرشد في الكلية لمدة ثلاث سنوات، وقام بتدريس اللغة اللاتينية في أول عامين والفيزياء في العام الثالث. وقام بتصميم نموذج لفرامل السكك الحديدية عام 1866. وإقترح تعديلات على وحدات القياس المستخدمة في الميكانيكا بعد قراءته ورقة بحثيه عن المعايير المستخدمة في وحدات قياس الطول.
وعند انتهاء عمله كمرشد، سافر مع شقيقاته إلى أوروبا. حيث قضوا شتاء 1866 وشتاء 1867 في باريس بسبب حضور غيبس محاضرات في السربون وكوليج دو فرانس والتي كان يلقيها أشهر علماء الرياضة الفرنسيين في ذلك الوقت كجوزيف ليوفيل وميشال شال. ولكنه إنقطع عن الدراسة بسبب إصابته ببرد شديد ورجوع خوف الأطباء من شبح السل. لذلك نصحوه بالراحة على شاطئ الريفييرا. فقضى فيه مع شقيقاته عدة أشهر حتى تعافى تماما.
ثم إنتقل إلى برلين، حيث حضر محاضرات يلقيها أشهر علماء الرياضة الألمان ككارل تيودور ويليام ويرستراس الذي أطلق عليه أبو التحليل الرياضي العصري وليوبلد كرونكر المشهور بأعماله في نظرية الأعداد والجبر وأيضا الكيميائي غوستاف ماغنوس. وفي أغسطس عام 1867 تزوجت أخت غيبس جوليا في برلين لأديسون فان نيم الذي كان زميل غيبس في جامعة يال. وعاد الزوجين إلى نيو هيفن تاركين غيبس وشقيقته آنا في ألمانيا.
في ذلك الوقت إنتدب غيبس للعمل في جامعة هايدلبرغ ووافق على الفور. فقد كان الأكاديمين الألمان هم رواد العلوم الطبيعية وخاصة في مجالي الكيمياء والديناميكا الحرارية. فقد كانت فرصة للعمل مع الفيزيائي الشهير جوستاف روبرت كيرشوف صاحب قانونا كيرشوف لتحليل الدوائر الكهربية، والفيزيائي هرمان فون هلمهولتز المشهور بأعماله في الكهرباء المغناطيسية والتي سميت طاقة هلمهولتز الحرة على اسمه، والكيميائي روبرت بنسن رائد الكيمياء الضوئية ومخترع موقد بنسن.
عاد غيبس إلى يال في يونيو 1869 وقام بتدريس الفرنسية لطلاب الهندسة. وكان يعمل في نفس الوقت على تصميم جديد لمحرك بخاري، الذي كان محاولته الأخيرة في الهندسة الميكانيكية. وفي عام 1871، تم تعينه كأستاذ في الفيزياء الرياضية في يال. وكان أول من ينال الأستاذية في الولايات المتحدة في هذا المجال أيضا، بالرغم من عدة نشره أي شيء. وتم تعينه لتدريس طلاب الدراسات العليا، وتم التعاقد معه بلا راتب في المقابل.

## شبابه

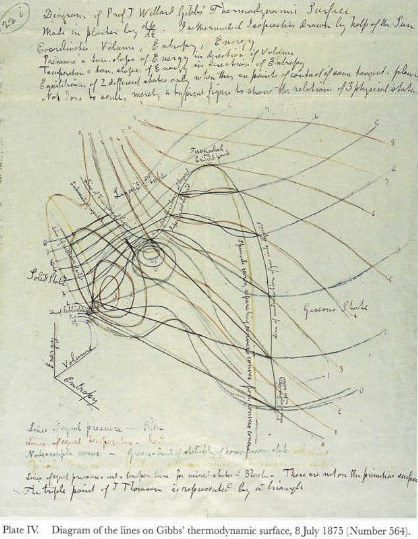
مخطط ماكسويل عند درجة حرارة وضغط ثابت

نشر غيبس أول ورقة بحثية له في عام 1873، عندما كان يبلغ من العمر 34. وكانت الورقة عن التمثيل الهندسي وتميزت بصفتها الرياضية المحكمة، إلا أنه كان يصعب على الكثيرين من زملائه فهمها بسبب أسلوبه المشتت، ومع ذلك فقد كان أسلوبه في الكتابة منهجيا مدروسا ووثيقا. وقد رأى في أول بحث نشره أن مفهوم الإنتروبية مثله مثل درجة الحرارة والضغط والحجم والطاقة ، لا يمكن الإستغناء عنه في دراسة الجمل الترموديناميكية، في حين كان هناك الكثير من التشوش أو الالتباس عند العديد من الفيزيائيين الأوربيين بشأن مدلول هذا المفهوم ومعني كلمة إنتروبية. وقام بنشرها في مجلة تابعة لجامعة كونيتيكت.
قدمت هذه الورقة الاستخدام الأمثل لمخططات الطور المختلفة (الكيرفات)، والتي كان يفضلها عن النماذج الميكانيكية في عملية التخيل أثناء قيامة بالأبحاث. وبالرغم من قلة عدد قراء هذة المجلة الذين إستطاعوا فهم الورقة، فقد قام بإعادة نشر الورقة البحثية في أوروبا وحينها إستلم رد من الفيزيائي الإسكتلندي جيمس كلارك ماكسويل وكان يعمل في ذلك الوقت في جامعة كامبريدج. وقام بصناعة نموذجين من الجبس لتعديلاته وأرسل واحدة إلى غيبس بالبريد. وهي معروضة الآن في قسم الفيزياء جامعة يال.
قام ماكسويل بضم تعديلات غيبس في الطبعة الجديدة لكتابه «نظرية الحرارة» والتي قام بنشرها عام 1875 . وشرح فيها أهمية استخدام طرق غيبس البيانية في محاضرة للمجتمع الكيميائي في لندن وأشار إليها أيضا في في مقاله نشرها في الموسوعة البريطانية (موسوعة بريتانيكا) عن الرسوم البيانية. واستمر هذا التعاون بين ماكسويل وغيبس حتى وفاة ماكسويل عام 1879 عن عمر يناهز 48 عاما. وإنتشرت في ذلك الوقت نكتة في نيو هيفن تقول «الرجل الحي الوحيد الذي استطاع فهم أبحاث غيبس، كان ماكسويل وهو الآن ميت».
وكانت مساهمة غيبس الكبرى هي تطبيق مبادئ الثرموديناميك التي طورها الفيزيائي والمهندس الفرنسي سادي كارنو والفيزيائي الإنجليزي جيمس بريسكوت جول والفيزيائي الألماني رودولف كلاوزيوس واللورد الفيزيائي الاسكتلندي كلفن على التفاعلات الكيميائية بإسلوب رياضي متين. أما عمله الرئيسي عن توازن المواد غير المتجانسة فقد وسع فيه مبادئ الثرموديناميك لتشمل الجمل الكيمياوية والمرنة والكهرطيسية والكيمياء الكهربائية، غير أن هذا العمل لم يلق أي اهتمام يذكر، مع أن ماكسويل وبولتزمان كانا يقران ألمعيته ويعود السبب في ذلك جزئيا إلى أنها نشرت كلها في مجلة علمية مغمورة في كونيكتكت ، ولم يعرف غيبس في أوروبا على نطاق واسع ولم يعترف رسميا بإسهامه العلمي إلا بعد أن ترجم الكيميائي والفيزيائي الألماني فيلهلم أوستفالد بعض نشرات غيبس العلمية إلى اللغة الألمانية.
استمر غيبس يعمل بدون مرتب حتى عام 1880، عندما عرضت عليه جامعة جونز هوبكينز في بالتيمور (ماريلاند) ، مبلغ 3000 دولار في السنة. وفي المقابل عرضت عليه جامعة يال 2000 دولار كمرتب سنوي والذي كان ينوي قبوله.

## سنواته الأخيرة

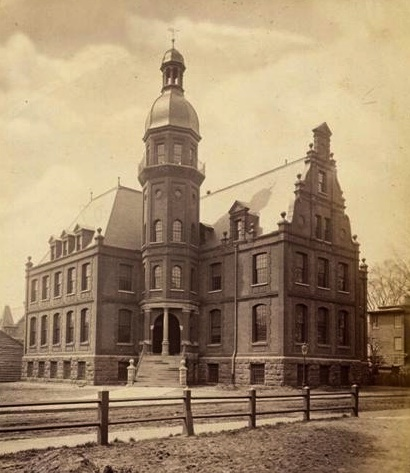
المختبر الفيزيائي سلون بجامعة يال ، والذي إقيم عام 1882 وظل حتي عام 1931 في مكانه في كلية جوناثان إدواردز ، وكان مكتب غيبس في الدور الثاني ، على يمين البرج في الصورة.

منذ عام 1880 وحتي عام 1884 عمل غيبس على تطوير الجبر الخارجي للألماني هيرمان جريسمان ليتحول إلى التفاضل الاتجاهي لتناسب احتياجات الفيزياء. وتميز غيبس في الضرب القياسي والضرب الإتجاهي لمتجهين، وأنشا مفهوم الجبر متعدد الخطية (الدايتكس Dyadics). وهذا العمل كان مشابه تماما لما قام به الرياضياتي والفيزيائي الإنجليزي أوليفر هيفيسايد. وسعى غيبس لإقناع الفيزيائيين بأهمية استخدام المتجهات عن كواتيرنيون الذي وصفها الفيزيائي والرياضياتي الأيرلندي ويليام روان هاميلتون والتي كانت تستخدم بكثره من قبل العلماء الإنجليز. وهذا ما تسبب في حدوث جدل ونقاش بينه وبين الفيزيائي الإسكتلندي بيتر غوثري تيت وآخرون من مجلة الطبيعة.
طبعت محاضرات غيبس وملاحظاته عن حساب المتجهات بشكل خاص في عامي 1881 و 1884 ليطلع عليها الطلاب، وبعد ذلك تبناها الرياضياتي الأمريكي إدوين بيدويل ويلسون وجمعها في كتاب عن تحليل المتجهات ونشرة عام 1901 . هذا الكتاب نشر مفهوم مؤثر دل (نابلا) ليتم إستخدامة في الكهرومغناطيسة التقليدية وميكانيكا الموائع. وفي جانب آخر من الرياضيات فقد أعاد جوزيه اكتشاف «ظاهرة غيبس» والمستخدمة في متسلسلة فورييه والتي وصفها قبله الرياضياتي الإنجليزي هنري ويل إبرهام بخمسين عاما ولكنه لم يكن يعلم ذلك.

رسم لدالة الجيب والتي تعطي شرح مبسط لظاهرة غيبس لمتسلسلة فورييه المطبقة على دالة هيفيسايد (اقتران هيفيسايد الدرجي)

ومع بداية عام 1882 إلى عام 1889 قام غيبس بكتابة خمس ورقات بحثية عن الفيزياء الضوئية، والتي بحث فيها عن ظاهرة الانكسار المزدوج والعديد من الظواهر الضوئية الأخرى ودافع فيها عن نظرية ماكسويل الكهرومغناطيسية للضوء أمام النظريات الميكانيكية للورد كلفن. وكعادته فقد تجنب غيبس شرح البنية المجهرية للمادة كما كان يفعل في الديناميكا الحرارية  ونصب عينه على المشكلات التي نستطيع حلها باستخدام المفاهيم والمبادئ العامة وأكد بالنتائج صحة نظرية ماكسويل الكهرومغناطيسية.
صاغ غيبس مفهوم الميكانيكا الإحصائية وأدخل مفاهيم رياضية أساسية في وصف الأنظمة الفيزيائية، فأدخل مفهوم الجهد الكيميائي عام 1876 ، مجموعة إحصائية عام 1902. وقد قام غيبس بنشر كتاب بعنوان «مبادئ الميكانيكا الإحصائية» في عام 1902 أي بعام قبل وفاته.
شخصية غيبس الانعزالية وتركيزه الشديد على عمله قيدت علاقاته مع طلابة، فقال تلميدة الرئيسي إدوين بيدويل ويلسون «بخلاف الفصول الدراسية فقد رأيت جزء بسيط جدا من حياة جوزيه غيبس فكان يتنزه وقت الظهيرة في شوراع محددة بين مختبرة في سلون وبيته، ويمكن أن يمارس القليل من التمرينات الرياضية في الوقت بين عمله والعشاء». وقام غيبس بالإشراف على رسالة دكتوراة الاقتصادي الأمريكي إيرفينج فيشر عام 1891. كما كان المخترع الأمريكي لي دي فورست من تلاميذ غيبس المميزين.
توفي جوزيه غيبس في بلدته الأم نيو هيفن يوم 28 إبريل لعام 1903، عن عمر يناهز 64 عاما. ضحية لانسداد معوي حاد. وشيدت جنازته بعد يومين من وفاته في منزله في شارع 121 بهاي إستريت ، ودفن في مقبرة بالقرب من جامعة يال. وقامت الجامعة في مايو بتنظيم اجتماع تذكاري في مختبره بسلون حضره الفيزيائي الإنجليزي البارز جوزيف جون طومسون ونعاه بكلمة موجزة.

## حياته الشخصية

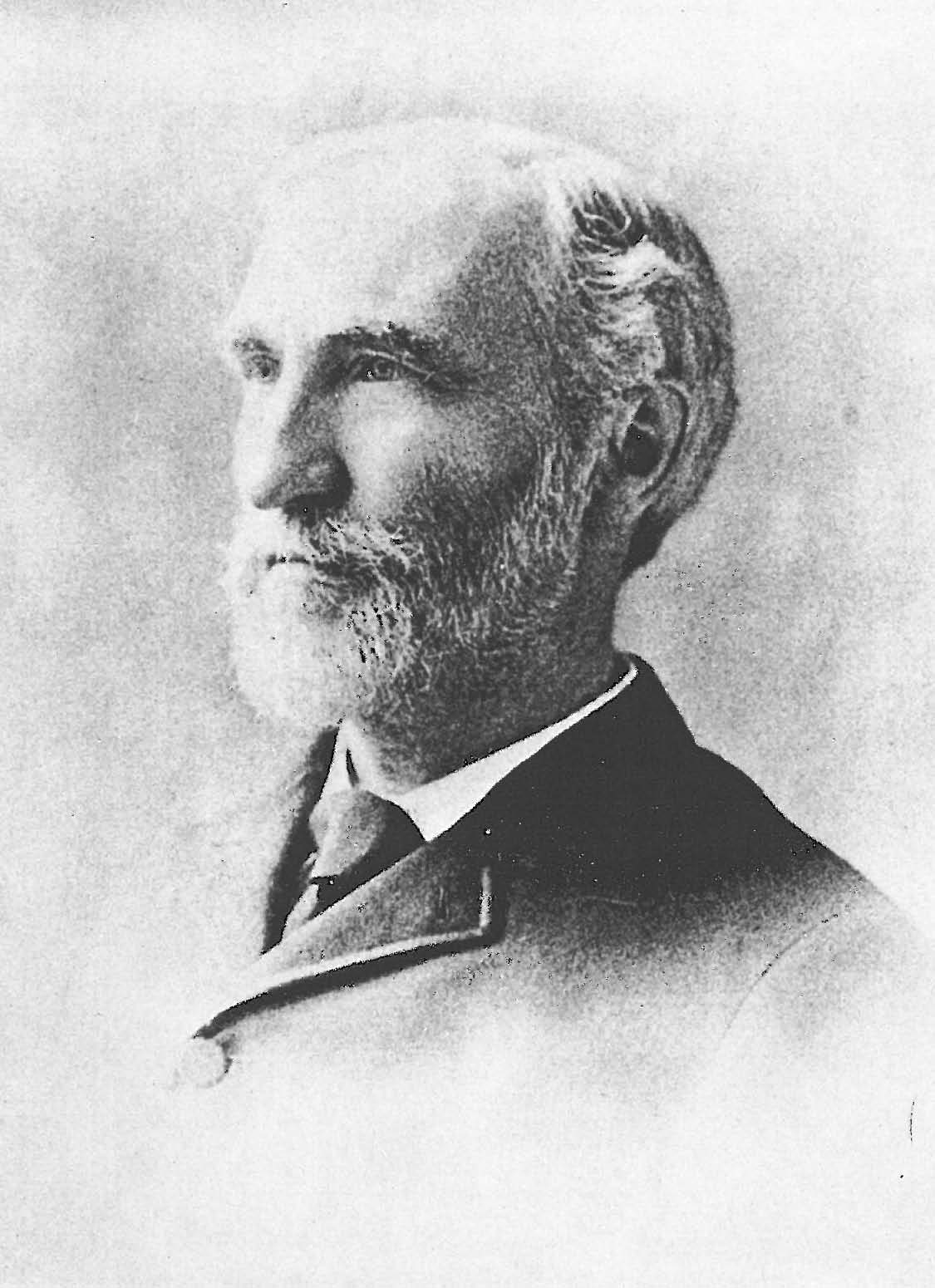
صورة لغيبس عام 1895.

لم يتزوج غيبس قط، وعاش طوال حياته في منزل والدية مع شقيقته جوليا وزوجها أديسون فان نيم والذي كان أمين مكتبة في جامعة يال. بإستثناء رحلاته الصيفية المعتادة في جبال آديرونداك في كين (نيويورك) وجبال وايت في ولاية نيوهامبشير ، وتعتبر إقامته المؤقته في أوروبا من عام 1866 وحتى عام 1869 هي الفترة الوحيدة في حياته التي عاش فيها غيبس خارج نيو هيفن.
إنضم إلى كنيسة جامعة يال (كنيسة أبرشانيونية) في نهاية سنته الأولى وداوم على الحضور طوال حياته. وعادة ما كان صوت غيبس الانتخابي يذهب إلى المرشح الجمهوري في الانتخابات الرئاسية، ودعم مرة واحدة فقط الحزب الديموقراطي حينما إختار جروفر كليفلاند في انتخابات 1884. وكان يعرف عنه إبقاءة أراءه السياسية والدينية لنفسه.
لم يرسل غيبس العديد من الرسائل الشخصية ولسوء الحظ فإن أغلب رسائلة إما ضاعت أو اتلفت. فبعيدا عن أبحاثة التي نشرها، لم ينشر غير مقالين. الأول نعي للفيزيائي الألماني رودولف كلاوزيوس صاحب مفهوم الإعتلاج في علم التحريك الحراري، ومزكرات مع معلمة ومرشده في جامعة يال هوبرت أنسون نيوتن.
كان غيبس مستثمر حريص ويجيد التعامل في الأمور المالية، فعند وفاته في عام 1903 قدرت أملاكه بحوالي 100,000 دولار (بما تعادل الآن 2.63 مليون دولار).

## الثرموديناميك الكيميائي

تمثيل بياني للطاقة الحرة في مادة ما، والتي نشرها غيبس في ورقة بحثية عام 1873 ، وتظهر مخطط لمادة ثابته الحجم تمر خلال النقطه A والتي تمثل حاله المادة الطبيعية. بينما يمثل المنحني MN الطاقة المبددة. AD هي الطاقة (ε) ، و AE هو الأنتروبيا ، و AB هي طاقة هلمهولتز الحرة.

قدمت رسائل غيبس المنشورة منذ عام 18970 فكرة التعبير عن الطاقة الداخلية U لنظام ما باستخدام مصطلح الإنتروبيا S ، والمتغيرات العادية الأخرى كالحجم V ، الضغط P ، درجة الحرارة T . 

وقدم فيها أيضا مفهوم الجهد الكيميائي {\displaystyle \mu } لمواد كيميائية متنوعة وعرفه كالتالي «إذا أضفنا كمية متناهية في الصغر من مادة ما لأي كتلة في حالة التوازن، بحيث تبقى الكتلة متجانسة ويبقى الأنتروبي والحجم ثابتين، عندئذ يُعطى الجهد الكيميائي بالزيادة في طاقة الكتلة مقسومة على المادة المضافة لتلك الكتلة». لذلك يعتبر غيبس أول من صاغ القانون الثاني للثرموديناميك (الديناميكا الحرارية) بالتعبير عن التغيرات متناهية الصغر للطاقة الداخلية dU لنظام مغلق، وكان القانون بالشكل التالي:
{\displaystyle \mathrm {d} U=T\mathrm {d} S-p\,\mathrm {d} V+\sum _{i}\mu _{i}\,\mathrm {d} N_{i}\,}
حيث: 

T : هي درجة الحرارة المطلقة. 

P : هو الضغط. 

dS : هو التغير المتناهي في الصغر في الأنتروبيا. 

dV : هو التغير المتناهي في الصغر في الحجم.

والعنصر الأخير هو مجموع حاصل ضرب الجهد الكيميائي لكل عنصر μi ، في التغير في عدد المولات dNi لهذه العناصر. وبإخذ تحويلة ليجاندر للمعادلة قام بتعريف المحتوى الحراري (الإنتالبية) H ، وطاقة غيبس الحرة G .
{\displaystyle G_{(p,T)}=H-TS}
وتختلف عن طاقة هلمهولتز الحرة A :
{\displaystyle A_{(v,T)}=U-TS\,}
عندما تكون طاقة غيبس الحرة لتفاعل كيميائي ما سالبه، فذلك يعني أن التفاعل يحدث تلقائيا. وتكون بصفر عندما يكون النظام الكيميائي في حالة إتزان. ويتم استخدام العلاقة التالية لمعرفة مدى إتزان النظام، لأن ثابت توازن نظام ما يعتمد على التغير في الطاقة الحرة للمتفاعلات في حالتها القياسية:
{\displaystyle \Delta G^{\ominus }=-RT\ln K}
وعادة ما يتم تعريف الجهد الكيميائي باستخدام المعادلة التالية:
{\displaystyle \mu _{i}=\left({\frac {\partial G}{\partial N_{i}}}\right)_{T,P,N_{j\neq i}}}

## وصلات خارجية
- جوزيه غيبس على موقع الموسوعة البريطانية (الإنجليزية)
- جوزيه غيبس على موقع إن إن دي بي (الإنجليزية)